# Cheadle and Gatley
Cheadle and Gatley était entre 1894 et 1972 un district urbain du Cheshire en Angleterre.
Il a été créé par une loi de 1894, qui a été abolie par le Local Government Act 1972. Cheadle and Gatley fait depuis partie du Grand Manchester.